# Yohei Onishi
Yohei Onishi (født 30. oktober 1982) er en japansk tidligere professionel fodboldspiller.
Han har spillet for flere forskellige klubber i sin karriere, herunder Ventforet Kofu og Kataller Toyama.